# Victor Feltrin
 Victor Feltrin, né le 5 mai 1909 à Ponte di Piave et mort le 27 décembre 1992 à Maisons-Laffitte, est un sculpteur français d'origine italienne.
Il est le père de Jean Feltrin, sculpteur sur bois.

## Biographie
Émigré en France en 1947, Victor Feltrin s'inscrit à l'Académie de la Grande Chaumière à Paris, où qu'il rencontre Ossip Zadkine avec lequel il se lie d'amitié, et passe progressivement de la figuration à l’abstraction, comme le montre son Oiseau marin conservé à Vernon au musée Alphonse-Georges-Poulain.
Il passa une grande partie de sa vie à Beynat.

## Œuvres dans les collections publiques
- Beynat, église Saint-Pierre : La Vierge de Pitié ; Saint Pierre aux liens ; Saint Jacques, La Cène, 1938, autel face au peuple composé par les panneaux qui formaient autrefois les ambons de l'église ;
- Clichy-la-Garenne, cimetière nord : Charles Auffray (1887-1957), portrait en médaillon en bronze ornant la tombe du  maire de Clichy-la-Garenne[3] ;
- Poissy, église Saint-Louis de Beauregard : Saint-Louis, père de famille, 1962, bois polychrome ;
- Saint-Cloud, cimetière de Montretout : Sépulture Piquerez, statue d'Arthur Piquerez et de ses quatre enfants, et un médaillon en bronze ;
- Saint-Malo, église Saint-Jean-l'Évangéliste de Saint-Servan : Vierge à l'Enfant marchant, bois ;
- Vernon, musée Alphonse-Georges-Poulain : Oiseau marin[4] ;

## Élèves
- Jean Feltrin
- Philippe Lasserre
- Sylvie Szigeti, en 1976